# Augusto Aubry
Augusto Aubry (Napoli, 28 aprile 1849 – Taranto, 4 marzo 1912) è stato un ammiraglio e politico italiano.

## Biografia
Entrò in marina nel 1866, partecipò alla battaglia di Lissa; comandò il Dogali a Rio de Janeiro durante l'insurrezione militare brasiliana del settembre 1893. Tra 1896 ed il 1897 comandò l'incrociatore Savoia.
All'inizio della Guerra italo-turca, 27 settembre 1911, con il grado di viceammiraglio, fu  comandante della I Squadra, della 1ª Divisione della I Squadra, e delle forze navali riunite. Come comandante della I Squadra guidò le forze che occuparono le coste della Tripolitania e Cirenaica.
Fu deputato per i collegi di Castellammare di Stabia e Napoli (XXII e XXIII legislatura) e sottosegretario di stato alla Marina (dicembre 1903 - dicembre 1905). Morì il 4 marzo 1912 a bordo della nave da battaglia Vittorio Emanuele.
La Marina italiana ha intitolato al suo nome alcune opere di fortificazione a Taranto.